# Championnat de Suisse de baseball 2004
Le championnat de Suisse de Baseball LNA 2004 a opposé sept équipes. Les Zürich Challengers ont gagné le titre national.

## Classement final
- 1.  Zürich Challengers
- 2.  Therwil Flyers
- 3.  Zürich Barracudas
- 4.  Reussbühl Eagles
- 5.  Bern Cardinals
- 6.  Sissach Frogs
- 7.  Geneva Dragons

## saison régulière
- 1 Therwil Flyers
- 2 Bern Cardinals
- 3 Zürich Challengers
- 4 Zürich Barracudas
- 5 Reussbühl Eagles
- 6 Sissach Frogs
- 7 Geneva Dragons

## Qualification pour les phases finales
- 1 Therwil Flyers
- 2 Zürich Barracudas
- 3 Zürich Challengers
- 4 Reussbühl Eagles
- 5 Bern Cardinals

## Phases finales
- - Demi-finale :
- Therwil Flyers - Reussbühl Eagles : 3 victoires à 0.
- Zürich Challengers - Zürich Barracudas : 3 victoires à 2.

- - Finale :

Zürich Challengers - Therwil Flyers : 3 victoires à 1.

## Play-down
- 1 Sissach Frogs
- 2 Jona Bandits
- 3 Geneva Dragons
- 4 Zürich Barracudas 2
- 5 Embrach Rainbows

Les Geneva Dragons sont relégués en LNB. Montée des Jona Bandits.